# Ивкович, Джордже
Джордже Ивкович (серб. Ђорђе Ивковић; род. 6 марта 1996, Лазаревац, Белград) — сербский футболист, нападающий.

## Карьера
Футбольную карьеру начал в 2013 году в составе клуба «Колубара». 22 мая 2013 года в матче против клуба «Единство Путеви» дебютировал в первой лиге Сербии (1:3), выйдя на замену на 74-й минуте вместо Ненада Живковича.
В 2022 году подписал контракт с клубом «Лачи». 29 августа 2022 года в матче против клуба «Партизани» дебютировал в чемпионате Албании (0:1), выйдя на замену на 76-й минуте вместо Ренаты Зико.
1 августа 2023 года стал игроком клуба «Раднички» Сремска-Митровица. 1 ноября 2023 года в матче против клуба «Радник» Сурдулица дебютировал в кубке Сербии (2:0), выйдя на замену на 81-й минуте вместо Николы Трипковича.
В 2024 году перешёл в северомакедонский клуб «Академия Пандева». 18 февраля 2024 года в матче против клуба «Силекс» дебютировал в чемпионате Северной Македонии (1:0).
В феврале 2025 года подписал контракт с клубом «Актобе».

## Статистика
| Игровая карьера | Игровая карьера              | Игровая карьера | Лига | Лига | Кубки | Кубки | Межд. | Межд. | Др. | Др. |
| --------------- | ---------------------------- | --------------- | ---- | ---- | ----- | ----- | ----- | ----- | --- | --- |
| 2022/2023       | Лачи                         | А               | 4    | 0    | 0     | 0     | —     | —     | —   | —   |
| 2023/2024       | Раднички (Сремска-Митровица) | Б               | 17   | 3    | 1     | 0     | —     | —     | —   | —   |
| 2023/2024       | Академия Пандева             | А               | 14   | 8    | —     | —     | —     | —     | —   | —   |
| 2024/2025       | Академия Пандева             | А               | 17   | 9    | —     | —     | —     | —     | —   | —   |
| 2025            | Актобе                       | А               | 8    | 1    | 2     | 0     | —     | —     | —   | —   |